# محمية جبل بابور الطبيعية
محمية جبل بابور الطبيعية هي منطقة محمية تقع في شمال الجزائر. داخل جبال بابور. وتنتشر الغابات الصنوبرية المتوسطية والغابات المختلطة على امتداد جزء كبير من المنطقة. تزخر هذه المحمية بواحدة من الموائل القليلة المتبقية المفككة لقرود المكاك البربري المهددة بالانقراض ، Macaca sylvanus ، وهو نوع من الرئيسيات كان يضم في عصور ما قبل التاريخ نطاقًا أوسع بكثير. تعتبر المحمية أيضًا منطقة مهمة لمراقبة الطيور وتعتبر وجهة رئيسة لعشاق الطيور فيها أنواع كثيرة من طيور كنقار الخشب الكبير المرقط، حمامة الخشب، الحمامة الصخرية ، القيق، صائد الذباب المرقط. تحولت محمية جبل بابور الطبيعية من حديقة وطنية إلى محمية طبيعية في عام 1985. وتم حظر الدخول إليها وحصره فقط على عشاق الطبيعة كما فرضت على الحراس مراقبة المنطقة للحد من استخراج الأخشاب والصيد والرعي.